# 松本信一
松本 信一（まつもと しんいち、1884年11月7日 - 1984年8月1日）は、日本の医学者、皮膚科医。京都帝国大学名誉教授、元大阪医科大学学長。福島県会津若松市生まれ。
再感染免疫をスピロヘータを使用した実験等、病理組織学や細胞免疫学の各方面から梅毒の研究を行う。1917年5月14日、医学博士の学位を受けた。1966年文化功労者、1976年勲一等瑞宝章。主著に『皮膚病学』等。

## 略歴

### 学歴
- 会津中学校（現福島県立会津高等学校）8期[2]
- 1909年11月：京都帝国大学医科大学卒業

### 職歴
- 1913年10月：京都帝国大学医科大学助教授（皮膚病学黴毒学講座）
- 1919年11月：京都帝国大学医学部教授（皮膚病学黴毒学講座）
- 1938年11月：京都帝国大学医学部長（1940年11月まで）
- 1944年12月：京都帝国大学退官
- 1946年3月：京都帝国大学名誉教授　大阪医科大学学長

#### 学外における役職
- 1949年10月：日本学士院会員
- 1955年4月：第14回日本医学会会頭
- 1956年3月：日独文化研究所所長
- 1969年8月：第2回国際熱帯皮膚病学会会頭

## 受賞歴・叙勲歴
- 1945年（昭和20年）1月17日 - 正三位[3]
- 1955年9月：ドイツ第十字功労賞
- 1958年11月：第2回野口英世記念医学賞
- 1965年9月：第2回シャウヂン・ホフマン賞
- 1966年11月：文化功労者
- 1976年11月：勲一等瑞宝章